# 杨鼎和
杨鼎和（？—1651年），原名楊應甲，號浵宣，四川承宣布政使司泸州江安縣（今四川省江安縣）人，明朝末年至南明官员。

## 生平
崇祯三年（1630年）庚午科舉人，四年联捷辛未科進士，户部观政，五年授歸化縣知县，崇祯十年行取入京，十一年钦选为户部山西司主事，轉任吏部考功司主事，调任文选司主事。十二年回乡，十三年起补行人司右司副。
杨鼎和在南明永曆帝時任兵部侍郎。永曆三年（1649年），孙可望请永历帝封他为秦王，杨鼎和和大学士严起恒上書反对，请皇帝不要接受孙可望所献的白金玉带。被孫可望忌恨。永曆五年（1651年），杨鼎和以兵部尚书兼东阁大学士，总督川（四川承宣布政使司）、黔（貴州承宣布政使司）军务。孙可望派兵杀害反对封他為王的官员，杨鼎和在昆仑关被殺。